# Portagem
Portagem es una aldea portuguesa situada en la freguesía de São Salvador da Aramenha, del municipio de Marvão y distrito de Portalegre.

## Toponimia
El topónimo significaba en castellano portazgo y actualmente peaje siendo denominado así debido a la torre y puente (siglo XII-XIV), que servían de peaje para los viajeros que tenían que atravesar el río Sever de camino al castillo de Marvão. Según la tradición, el puente sobre el río Sever habría funcionado como uno de los peajes establecidos por el rey D. João II (1455-1495) para controlar y tasar la entrada de la población judía expulsada de Castilla y Aragón, en España.

## Geografía
La aldea está situada a 14 kilómetros de la frontera española con Cáceres y a otros tantos kilómetros de la capital del distrito Portalegre.
Está situada en plena sierra y parque natural de São Mamede y se pueden disfrutar de sus magníficas vistas al castillo de Marvão y la naturaleza que la envuelve. 

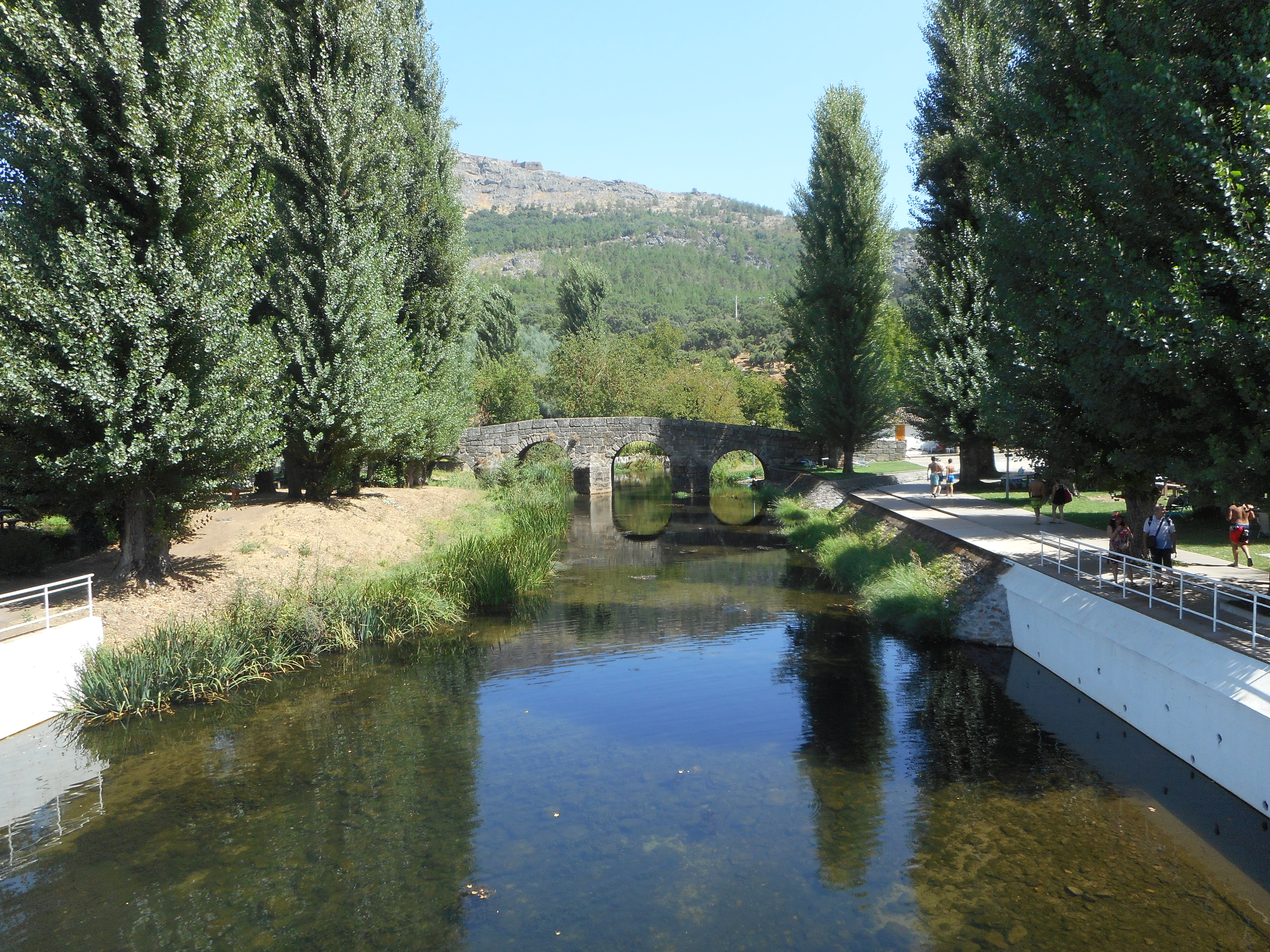
Playa fluvial y puente romano-medieval sobre el río Sever en Portagem.

## Cultura

### Patrimonio material
- Puente medieval y la torre, que ejercía de aduana para el cobro del portazgo.[3][4]
- Piscina fluvial natural del río Sever.[2]
- Centro de Lazer (Piscinas).[2]
- Centro de Interpretación Cultural y Ambiental del Moinho da Cova.[4]
- Calzada romana que lleva al castillo de Marvão.[5]
- Capela Nossa Senhora da Rocha.[6]

### Patrimonio inmaterial
- Gastronomía típica de la región alentejana en los diferentes restaurantes y bares de la localidad.